# Kronika Remix
Kronika Remix – debiutancki album warszawskiego rapera o pseudonimie artystycznym Młody M. Został wydany 19 września, 2009 roku nakładem wytwórni Step Records. Gościnnie występują Pih, Onar, Ero, Pyskaty, Rudy MRW czy Fabuła.

## Lista utworów
Opracowano na podstawie źródła.
1. "To samo" (prod. Kaszpir)
2. "Nie szukam zrozumienia gościnnie: Onar" (prod. $wir, bas: Czarny/HiFi)
3. "To mój świat gościnnie: $wir" (prod. $wir)
4. "Co Ci imponuje gościnnie: Tomiko, Justyna Kuśmierczyk" (prod. Radonis)
5. "Logika betonu gościnnie: Pih, Fabuła" (prod. Kirus, bas: Czarny/HiFi)
6. "Uzależnienie" (prod. Bojar, bas: Czarny/HiFi)
7. "Polski temat gościnnie: Insert, Pejot" (prod. Bojar, bas: Czarny/HiFi)
8. "Silni" (prod. Bojar, bas: Czarny/HiFi)
9. "Chcemy wygrać gościnnie: Pyskaty, Ero"(prod. $wir)
10. "Hip hop zmienił moje życie gościnnie: Gedz" (prod. $wir)
11. "Ciągle marze gościnnie: Insert, Karolina Kurzydło" (prod. Bojar)
12. "La,la,la gościnnie: Rudy MRW" (prod. $wir)
13. "Brak kontroli gościnnie: WdoS" (prod. Even)
14. "Insert - jeszcze z tego nie wyrosłem" (Bonus) (prod. $wir)
15. "Mensentis - Styl Życia" (Bonus) (prod. Nolte)
16. "Temek - Przed siebie gościnnie: Młodziak DJ Smak" (Bonus) (prod. Goofer)